# Rafael Muñoz (Schriftsteller)
Rafael Felipe Muñoz (* 1. Mai 1899 in Chihuahua; † 2. Juli 1972 in Mexiko-Stadt) war ein mexikanischer Schriftsteller.

## Leben
Rafael Felipe Muñoz wurde am 1. Mai 1899 als Sohn einer wohlhabenden Bauernfamilie im Norden Mexikos geboren. Im Alter von 16 Jahren begann er seine journalistische Karriere als Reporter einer Tageszeitung in Chihuahua. Hier hatte er zum ersten Mal Kontakt zu den mexikanischen Revolutionären und lernte unter anderem den Revolutionsführer Pancho Villa kennen.
Aufgrund seiner Sympathie für die Aufständischen musste er nach der Wahl Venustiano Carranzas und der Niederschlagung der Truppen Pancho Villas im Jahr 1917 das Land verlassen und arbeitete als Journalist im Südwesten der USA. Nach der Verhaftung Carranzas durch General Álvaro Obregón im Jahr 1920 kehrte Muñoz nach Mexiko zurück. In Mexiko-Stadt studierte er Journalismus und schrieb als Journalist für die Tageszeitungen El Heraldo, El Gráfico und El Universal und wurde später Chef der Tageszeitung El Nacional.
Bekannt wurde Rafael Muñoz durch seine Erzählungen und Romane, die sich vor allem mit der mexikanischen Revolution beschäftigen. Im Jahr 1928 veröffentlichte er seinen ersten Erzählband mit dem Titel El feroz cabecilla. Im Jahr 1931 erschien in Spanien sein berühmtester Roman, ¡Vámonos con Pancho Villa!, der vier Jahre später in Mexiko verfilmt wurde.
Rafael Muñoz starb am 2. Juli 1972 in Mexiko-Stadt.

## Werke
Erzählungen
- El feroz cabecilla. Cuentos de la Revolución en el Norte (1928)
- El hombre malo y otros relatos (1930)
- Si me han de matar mañana (1934)

Romane
- ¡Vámonos con Pancho Villa! (1931)
- Bachimba (1934)

Deutsche Ausgaben
- Vorwärts mit Pancho Villa! übersetzt von Georg H. Neuendorff. Müller, Leipzig 1935.